# Inuses (gmina)
Inuses (gr. Δήμος Οινουσσών, Dimos Inuson) – gmina w Grecji, w administracji zdecentralizowanej Wyspy Egejskie, w regionie Wyspy Egejskie Północne, w jednostce regionalnej Chios. W jej skład wchodzi między innymi wyspa Inuses. Siedzibą gminy jest Inuses. W 2011 roku liczyła 826 mieszkańców.